# سهل عكار
سهل عكار هي منطقة سهلية في وسط الساحل الشامي على البحر المتوسط بين سلسلة جبال العلوية في الشمال وجبل لبنان في الجنوب. تتبع محافظة طرطوس في سوريا. تمتد المنطقة من طرطوس شمالاً إلى طرابلس جنوبًا ومن وادي النصارى في محافظة حمص شرقًا إلى البحر المتوسط غربًأ. يمر في السهل نهر الكبير الجنوبي. تشتهر المنطقة بزراعة الخضراوات والحبوب. أهم البلدات والقرى تلكلخ وعكار والحميدية.